# Hainschturm
Hainschturm (słoweń. Kladivo/Hajnžturm) – szczyt w paśmie Karawanki w Alpach, na granicy między Słowenią a Austrią.